# Leucothoe nagatai
Leucothoe nagatai is een vlokreeftensoort uit de familie van de Leucothoidae. De wetenschappelijke naam van de soort werd in 1985 voor het eerst geldig gepubliceerd door Ishimaru.

## Verspreiding
Leucothoe nagatai is een kleine tot middelgrote vlokreeft, die commensaal leeft in manteldieren en sponzen. De soort werd beschreven vanuit Japan en is inheems aan de oost- en westkust, zuidelijk tot Korea. Het werd geïntroduceerd in Zuid-Californië, variërend van de haven van Santa Barbara tot de baai van San Diego. Het is gevonden in inheemse en geïntroduceerde manteldieren en sponzen. De relatie met zijn gastheer is onbekend, maar kan commensaal of parasitair zijn.